# Gwerclas
Gwerclas är ett slott i Storbritannien.   Det ligger i kommunen Denbighshire och riksdelen Wales, i den södra delen av landet, 270 km nordväst om huvudstaden London. Gwerclas ligger 144 meter över havet.
Terrängen runt Gwerclas är huvudsakligen kuperad, men åt nordost är den platt. Gwerclas ligger nere i en dal. Runt Gwerclas är det ganska tätbefolkat, med 60 invånare per kvadratkilometer. Närmaste större samhälle är Ruthin, 17,3 km norr om Gwerclas. I omgivningarna runt Gwerclas växer i huvudsak blandskog.